# Magdaleno
Magdaleno – miasto w Wenezueli, w stanie Aragua.